# Rock 'n' Roll Kids
Rock 'n' Roll Kids è stato il brano musicale vincitore dell'Eurovision Song Contest 1994, composto da Brendan Graham e interpretato da Paul Harrington e Charlie McGettigan in rappresentanza dell'Irlanda.